# Стефан Буријан
Стефан фон Рајец Буријан (мађ. rajeczi gróf Burián István; Ступава код Братиславе, 15. јануар 1851 – 20. октобар 1922, Беч, Аустрија) био је аустроугарски дипломата и политичар. Након смрти Бенјамин Калај постао је заједнички министар финансија Аустроугарске и земаљски поглавар БиХ.

## Биографија
Стефан Буријан рођен je 16. јануара 1851. у данашној Словачкој, преминуо је у Бечу 20. октобра 1922. Обављао је дипломатске дужности у Софији (1887-1895), Виртембергу и Атини (1895- 1903), да би јула 1903. био именован за заједничког министра финансија Аустро-Угарске и земаљског поглавара БиХ. Потиснуо је Калајев апсолутистички режим и идеју стварања босанске нације. Послије анексије (1908), под његовом управом БиХ је добила Устав и Сабор (1910). Након што је смијењен фебруара 1912, извјесни период био је "дворски министар", да би затим јануара 1915. био именован за министра спољних послова Хабзбуршке монархије и на тој функцији је остао до децембра 1916. Затим је поново обављао дужност заједничког министра финансија Аустро-Угарске све до октобра 1918. Послије рата живио је повучено и писао мемоаре који су објављени постхумно.
Живот и рад Стефана Буријана српска и југословенска историографија маргинализовала је говорећи о њему увијек у склопу ширих тема. Страни истраживачи сврставају га пак у малу школу "мађарских балканиста", док га у фокусу мађарских историчара практично није ни било. У каталогу периодичних чланака Мађарске националне библиотеке објављених у периоду од 1945. до 2000. године налази се само један чланак о њему. Буријанови савременици такође му нису посвећивали велику пажњу или су пак његову политику сматрали узроком потоњих проблема с којим се аустроугарска власт суочавала. Посљедњи земаљски поглавар Босне и Херцеговине генерал Стјепан Саркотић (1858–1939) Буријаново раздобље у Заједничком министарству финансија Хабзбуршке монархије означио је као "кратковиди либерализам".

## Земаљски поглавар у БиХ
Као заједнички министар финансија Аустро-Угарске с базом у пријестоници заједничке државе у очима својих сународника био је, као и његов претходник Бенјамин Калај (1839–1903), аутсајдер повезан с Бечом и посвећен Јужним Словенима. Буријан је од самог почетка дипломатске каријере био оријентисан на источну Европу и Словене уопште. Проучавао је словенску културу и написао је три чланка о руском менталитету. Међутим, одустао је од писања књиге о овој теми јер би на тај начин своје знање подијелио с широм јавношћу и практично ослабио своје каријерне шансе. Амбициозан, није се задовољавао позицијом шефа неке секције у Бечу, него је себе видио као дипломату у Атини или Цариграду. Када је 24. јула 1903. постављен на чело Заједничког министарства финансија забиљежио је у свој дневник како је "осјетио додир крила судбине".
Стефан Буријан био је као и Бенјамин Калај припадник мађарског средњег племства. Подржавао је угарску заједницу с Хабзбурзима али је истовремено био и "угарски патриота", свјестан посебних угарских интереса и историје. Коментаришући књигу Лајоша Талоција o Бели III (1172–1196) у писму аутору јула 1900. Буријан је написао да се као и седам вијекова раније "МИ", мислећи на Мађаре, "поново суочавамо с истим источним проблемом". У финансијским пословима око откупа кметова у Босни и Херцеговини аустријска јавност га је оптуживала да је протежирао мађарске интересе на штету аустријских.
Предлагао је да се у вези с анексијом Босне и Херцеговине прво фактички успостави тзв. Тројединица (Хрватска, Славонија и Далмација) као дио везан за круну Светог Стефана. Босна и Херцеговина би по анексији привремено била "нека врста царевинске земље", а затим би се као четврти аутономни члан прикључила Тројединици. Овај комплекс југословенских земаља у оквиру Угарске требало је по његовој замисли да гарантује дуалистички карактер Монархије и онемогући тријалистичке тежње Јужних Словена, али ови далекосежни планови нису имали конкретног утицаја на Буријанову политику.
С обзиром на то да је заједничко министарство финансија у својој надлежности имало Босну и Херцеговину, Буријан је скоро десет година утицао на живот ових јужнословенских покрајина и њених становника. Промијенио је дотадашњи начин дјеловања аустроугарске управе у Босни и Херцеговини  који у историографији зовемо "Калајев режим". За разлику од Калаја није имао паралелну комуникацију с аустроугарским органима у Сарајеву, већ су се државни послови обављали кроз административни апарат. То не значи да Буријан није био заинтересован за прилике у овим покрајинама. Долазио је у редовне службене посјете, а у постхумно објављеном мемоарском дјелу Аустрија у дисолуцији јужнословенско питање заузима значајан простор. Босни и Херцеговини посветио је XVI поглавље, а Југославији XIX поглавље. 
По Буријановом мишљењу окупација Босне и Херцеговине била је битан корак ка дефинисању аустроугарског става према проблему Јужних Словена, али сама окупација уопште није било рјешење проблема. Није било неопходно само успоставити мир, ред и сигурност у Босни и Херцеговини, већ је требало предузети и "цивилизаторски посао" који би показао да Монархија зна "како ускладити напредак с одржавањем и развојем националних посебности народа Босне и Херцеговине".
Оно што је у Буријановом дјеловању било посебно важно није чињеница да су Срби у првим годинама његовог мандата добили црквено-школску аутономију, пошто је тај процес отпочео много раније, већ то што је Буријан релаксирао комплетан приступ аустроугарске администрације у Босни и Херцеговини. Док је Бенјамин Калај након одустајања од босанске идеје своју политику усмјерио на давање подршке хрватском националном елементу с истим циљем као и раније, слабљења српске националне свијести, Буријан је имао много опрезнији и уравнотеженији приступ настојећи да комплетно становништво, од којих су Срби били релативна већина, ужива једнака права и има равноправан приступ услугама административног апарата. Посљедично, сматрао је Буријан, дошло би до потпуног прихватања хабзбуршке владавине у покрајинама. Запазио је да је аустроугарску администрацију домаће становништво и даље сматрало страном управом јер у тој управи није учествовало. Буријан је процјењивао да проблеми у окупираним покрајинама долазе због рђаве примјене закона и разних злоупотреба. Тврдио је да су лоша примјена закона, а не закон сам по себи, као и злоупотреба права од стране ага и бегова, од аграрног питањa направили узрок немира и несигурности. Аустроугарска управа је, по Буријану, требала да подједнако штити господара земље и кмета и спријечи нарушавање њиховог "аграрног правног односа". Промјене које је унио у аустроугарску политику у Босни и Херцеговини биле су свакако нужан предуслов за конституисање и дјелатност политичких партија и група. Муслимани су почетком 1907. организовали изборе на којим су изабрани тзв. "милетски одбори" који су послали своје делегате на прву страначку скупштину Муслиманске народне организације (МНО) у Будимпешти 11. марта 1907. МНО је била оријентисана на вјерска питања, вакуфско-меарифску аутономију и заштиту земљопосједничких интереса.
Исте године хрватски елемент је почео и да се формално организује у Хрватску народну заједницу (ХНЗ). Након конференције представника српских политичких група у Сарајеву маја 1907. и донесене резолуције, која је представљала компромис између ставова старих бораца за црквено-школску аутономију и младих који су умјесто вјерско-просвјетних у први план стављали политичко-социјалне циљеве, у Беч је упућена делегација која је требала да се обрати министру Буријану. Стефан Буријан је примио Николу Стојановића и Косту Кујунџића на двочасовни састанак након којег је одобрио да српски представници одрже изборе и скупштину. На Николу Стојановића оставио је утисак човјека који је толико увјерен у снагу Аустро-Угарске да је покушај српског организовања посматрао као "безопасну пробу српског расположења". Пошто су покрајинске власти опструисале српске захтјеве и тврдиле да ће Буријан повући одобрење, на Илиџи је организован нови састанак на којем је заједнички министар финансија потврдио своју дозволу да се Срби организују.
Стефан Буријан је сматрао да Србе треба уклопити у политички систем, а не оштрим мјерама хранити већ постојећи српски антагонизам према страном окупационом апарату. Тако је, уз Буријаново одобрење, Српска народна организација формирана на скупштини у Сарајеву 10-14. новембра 1907. познатој као "Митровданска скупштина".
Земаљска влада је 4. октобра 1907. наредила да се земаљски језик свуда официјелно назива "српско-хрватски језик". Буријан је 1. децембра 1907. заједничким министрима и предсједницима влада Аустрије и Угарске указао на потребу да се боље повеже са "дуго занемариваним и с неповјерењем посматраним православним Србима" којима треба "највише надокнадити". Том приликом констатовао је и да су се српске тежње за аутономијом "... искључиво кретале у оквирима окупационе мисли". Овај политички прагматизам био је од стране хрватског елемента у Босни и Херцеговини тумачен као још један мађарски атак на хрватске националне интересе. Буријанова опрезна политика маневрисања и уступака постала је предмет напада великоаустријске, франковачке и клерикалне штампе која ју је називала "генијалним цик-цак курсом". Буријан је законски уклонио превентивну цензуру процјењујући да је вријеме прегазило концепт "политичког туторства" над штампом у Босни и Херцеговини. Процијенио је да постоје друге једнако ефикасне методе којима се може контролисати евентуално штетно дјеловање новинара. Нови закон о штампи одобрен крајем 1906. а проглашен 2. марта 1907. није предвиђао превентивну цензуру политичких области. Број листова у покрајинама је нарастао, те је крајем 1907. износио 28, док их је годину дана раније било свега 19. Новонастале прилике и већу слободу дјеловања искористила је хрватска штампа у Босни и Херцеговини водећи константну кампању против Буријана као представника угарских интереса који користи свој положај да би, мимо знања Хрватима наклоњеног владара Франца Јозефа (1848–1916), водио антихрватску политику. У склопу антисрпске кампање у хрватској штампи Буријан је приказиван "као помагач и саучесник великосрпске пропаганде".
Анализирајући својеврсну превазиђеност дотадашње аустроугарске управе у Босни и Херцеговини, Буријан је закључио да је она изазвана прије свега недостатком јасног циља највиших органа власти. Записао је да је одсуство јасних намјера или неспособности да се донесу одлуке водило збуњености домаћег становништва. ".. па су због тога широм била отворена врата поступцима који су били дијаметрално супротни интересима  монархије". Шта год да се сматрало аустроугарском дужношћу према питању Јужних Словена, по Буријану је једно било сигурно: "Монархија није могла зауставити културни развој Босне и Херцеговине на одређеној тачки која би јој се могла чинити прихватљивом; морала је народ Босне и Херцеговине довести до пуног европског грађанства са свим политичким посљедицама које су из тога слиједиле, или се одрећи свог окупационог мандата."
Буријан је цару Францу Јозефу 4. априла 1908. предао меморандум којим је, како сам пише, "истакао нужне разлоге за стабилизацију односа између Босне и Херцеговине и Монархије, и подвукао закључак да се одмах морају предузети неопходни законодавни и дипломатски кораци да се окупација која траје тридесет година и која везује Босну и Херцеговину хиљадама нити за Аустро-Угарску, те искључује могућност било каквог повратка ових земаља под турску владавину, промијени у сталну и уставну Унију с државом – промјена која никога у окупираној територији не би могла изненадити и била би прихаваћена као природни слијед". Монарх  је у потпуности разумио његов приједлог и у начелу се сложио али се аустроугарски министар спољних послова испрва супротставио. Барон Алојз фон Ерентал (1854–1912) указао је на међународна питања која би произашла из чина анексије и није видио начин на које би ово могло бити дипломатски изведено. Буријан је записао да се "избијањем турске револуције 25. јула 1908. године стање ствари на Балкану указало као бљесак муње на самим нашим границама". Када је примио информацију о дешавањима у Солуну и Цариграду, журно се вратио из Енглеске, гдје је боравио с пријатељима, и нашао позивницу за хитан састанак са Еренталом. Разговарали су 5. августа и постигли договор усклађен с оним што је ситуација захтијевала. Ерентал је овај пут одбацио све своје примједбе везане за приједлог из априла мјесеца. Развој догађаја у Босни и Херцеговини и немири који су се десили у Турској учинили су неопходним да се донесе одлука, било у позитивном или негативном контексту.
Барон Ерентал морао је извршити дипломатске припреме за акт анексије. Буријану је припао задатак да поново испита терен у Босни и Херцеговини и предузме неопходне мјере припреме. Провео је септембар 1908. године у Босни и Херцеговини и констатовао да је "готово цјелокупно становништво јединствено у жељи и очекивањима да изађе из тридесет година дуге неизвјесности и добије уставну позицију и јасан статус", али било му је очигледно и то да се анексија није могла извршити без тога да се истовремено "не гарантују неке одговарајуће форме представљања и значајна политичка права". Док су српске вође жељеле да виде како ће се ствари одвијати, католици су "до једног били за унију са Аустро-Угарском". Разликовали су се једино по томе што су неки жељели да буду прикључени Хрватској, док су други жељели да Босна и Херцеговина има своју аутономију. Међу мухамеданцима, како је Буријан називао муслимане, уопштено су постојали  пријатељски осјећаји према Монархији, али се "старим Турцима", који су чинили велики број веома конзервативних босанско-херцеговачких мухамеданаца, није допадао нови поредак. Буријан је записао како је "анексија усталасала Европу, разбјеснила Србију, и имала дуге и тешке дипломатске посљедице". У Босни и Херцеговини све је прошло прилично тихо "... јавна пажња била је усмјерена  на оне уступке који су обећани објавом анексије и односе се на удио грађана Босне и Херцеговине у администрацији кроз њихове изабране представнике." Буријан је био свјестан да анексија Босне и Херцеговине проведена почетком октобра 1908. није много тога ријешила. То је по њему, "...заиста било недовољно рјешење. Један облик привремене управе само је замијењен другим, али, то је био велики корак напријед и показао је да је монархија била одлучна да се не одрекне своје одговорности за судбину ових територија. Сљедећи кораци би се разматрали у вези с већим проблемима који су извирали из јужнословенског питања, али би се морало имати на уму да проширењем суверенитета босанскохерцеговачко питање не би престало да буде актуелно. Буријан је био свјестан да анексија Босне и Херцеговине проведена почетком октобра 1908. није много тога ријешила. То је по њему, "...заиста било недовољно рјешење. Један облик привремене управе само је замијењен другим, али, то је био велики корак напријед и показао је да је монархија била одлучна да се не одрекне своје одговорности за судбину ових територија. Сљедећи кораци би се разматрали у вези с већим проблемима који су извирали из јужнословенског питања, али би се морало имати на уму да проширењем суверенитета босанскохерцеговачко питање не би престало да буде актуелно.
Након што је проведена анексија Босне и Херцеговине, Буријан је сарађивао са Србима, као релативно већинским становништвом и уз то национално најсвјеснијим, вршећи припреме за увођење уставности у покрајинама. На тај начин требало је Србе у Босни удаљити од "политичких снова". Записао је да је нови задатак аустроугарске политике био да спријечи остваривање пророчанства Николе Пашића да ће и након анексије Босна и Херцеговина остати "отворена рана". Буријан је констатовао  да је  у овом задатку аустроугарска политика "несретно подбацила." На основу Статута (Штатута) из фебруара 1910. са свим својим ограничењима почео је "парламентарни живот" у Босни и Херцеговини. Како је Јужни Словен за Буријана био прије свега "велика причалица, која хоће да буде саслушана", требало му је, макар се не водило рачуна о његовим жељама, омогућити да у легалним оквирима износи незадовољства, "која се могу али и не морају узети у обзир". У замишљеном земаљском савјету видио је начин да се "све жеље и притужбе становништва усмјере на споредни колосијек". Упорно је заговарао даљи рад на изједначавању становника Босне и Херцеговине с осталим грађанима Хабзбуршке монархије. Констатовао је да је "нови парламент боловао од дјечијих болести", али да је истовремено показао ревносну жељу за радом и значајну заинтересованост и разумијевање економских послова. "Сабор је био заинтересован за питање ослобођења кметова... покушао је да пробије баријере у којима је била ограничена сфера његове дјелатности. Није тежио да повећа овласти које су му биле дате, али иако ограничен на провинцијско представничко тијело, полагао је право на статус парламента." Буријанов главни циљ, психолошка интеграција провинција у Монархију, није остварен. Босна и Херцеговина остала је  корпус сепаратум, као доказ другоразредне позиције у Монархији. Буријанова политика наилазила је на све веће отпоре у војним круговима који су заступали став да кључна улога у управљању покрајинама треба да пређе у надлежност земаљског  поглавара. Начелник генералштаба Конрад фон Хецендорф (1852–1925) је још од 1907. заступао идеју спровођења војног курса у управи Босне и Херцеговине, тако што је требало смањити улогу цивилног адлатуса и ојачати функцију поглавара земље. Међутим, генерал Маријан Варешанин који је 7. марта 1909. изабран за земаљског поглавара показао се као разочарење и замијењен је Оскаром Поћореком. Буријан је покушавао да онемогући његов избор, али је Поћорек 10. маја 1911. ипак изабран за шефа земаљске владе и армијског инспектора. Политичка борба за превласт над покрајинама између војних кругова и Заједничког министарства финансија трајала је све до 17. фебруара 1912. године када је Буријан поднио оставку. Оставка је званично образложена именовањем грофа Леополда Берхтолда (1863–1942) на мјесто министра спољних послова, чиме би на два од три заједничка министарства били Мађари. Убрзо се видјело да је стварни разлог био његов отпор јачању војног елемента у Босни и Херцеговини. Поћорек је већ 21. фебруара 1912. владару поднио меморандум о реорганизацији управе у Босни и Херцеговини.
Од јануара 1915. па све до децембра 1916. Буријан је обављао дужност министра спољних послова Аустро-Угарске, када је поново постао заједнички министар финансија. Када је, након скоро петогодишњег одсуства, 8. фебруара 1917. године поново дошао у Сарајево, видио је да је у граду тешка ситуација која је јасно одражавала кроз какве је проблеме Босна и Херцеговина прошла. "Земља је била готово потпуно опустошена ратним реквизицијама и екстензивном продајом робе. Становници, нарочито сељаци, због три лоше жетве остали су без потрепштина и без хране за стоку. У многим окрузима владала је оскудица која се тек незнатно могла ублажити снабдијевањем из монархије која је и сама патила од акутне несташице." Цјелокупни јужнословенски проблем био је представљен у Босни и Херцеговини као у микрокосмосу. Ту су се јављали проблеми који су у својим узроцима и посљедицама били блиско повезани са свим јужнословенским земљама, у Монархији и ван ње. Буријан није поменуо како су у међувремену аустроугарска војска и управни апарат проводили "државно насиље" и били у "рату са поданицима". Заборавио је да наведе да је у овим покрајинама још 1915. заведен војно-апослутистички режим. Констатовао је само да је незадовољство политичким приликама "било очигледно". Буријан је сматрао да је практично ирелевантно да ли је незадовољство било у потпуности оправдано или не. По њему, "незадовољство се не може уклонити доказујући да је оно неоправдано".
Политички односи су се убрзано мијењали и у складу с тим дошло је и до нових идентитетских самоодређења. Буријан је записао да је неколико година прије рата "једва било могуће пронаћи Србина, Словенца или Хрвата који би било коме на питање о својој националности одговорио да је Јужни Словен". Ову, по његовом мишљењу лингвистичку концепцију, Срби су, записао је, увели у ширу употребу због политичких разлога. "Када им је ток догађаја омогућио као и свијест о њиховој растућој моћи, да имају за циљ заједницу свих Јужних Словена... Знали су да ниједан од три огранка не би одустао од свог имена због било којег другог. Стога, заједничко име је било изабрано."
Хрватски пристанак на јужнословенску заједницу објаснио је чињеницом да је угарско-хрватска нагодба из 1868. године утемељила политичке односе које Хрвати никада нису успјели да промијене у своју корист. "Дјелимични уступци давани су с времена на вријеме, али у цјелини Хрватска - Славонија је била убијеђена да је Нагодба за њих била неповољна... У Хрватској - Славонији економска ојађеност ишла је под руку с националном ојађеношћу." Пошто Хрвати годинама нису успјели да обезбиједе ревизију или бар прихватљивије тумачење Нагодбе, завршили су "бацајући се у руке Србима да би побјегли Мађарима". С друге стране, "Словенци на сличан начин нису успјели да добију било какву наклоност аустријске владе за своје циљеве". Стога је било сасвим очекивано да се и Словенци опредијеле за заједничку јужнословенску државу. На заједничкој министарској конференцији у Бадену 30. маја 1918, којом је предсједавао цар Карло (1916–1918), одлучено је да треба постићи договор везан за јужнословенска питања, а посебно да се пронађе начин да се ријеши проблем Босне и Херцеговине и Даламције. Буријан је оцијенио да је намјере владе осујетила чињеница да је хрватско-српска коалиција била на власти у Хрватској. "Њена провинцијална влада је дуго времена играла варљиву игру с Угарском, претварајући се да је наклоњена унији и хинећи лојалност. У међувремену је јужнословенска агитација развила своје активности у сваком селу..."
Односи снага на фронту временом су превагнули на страну сила Антанте и Хабзбуршка монархија као државна цјелина постала је угрожена. У посљедњим данима аустроугарске управе, док су по националним шавовима пуцале њене армије, дошло је до масовне идентификације становништва Босне и Херцеговине са Краљевином Србијом и до покрета народних вијећа за присаједињење покрајина Србији. По Буријановим ријечима управљање Босном и Херцеговином у таквим приликама захтијевало је "ауторитативну ријеч... Ја нисам био у могућности да то учиним." Како је у политичком дјеловању био посвећен интересима Хабзбуршке монархије, Буријан је и у својим мемоарима оставио свијетлу слику монархије. Записао је да је за "четрдесет година управе у Босни и Херцеговини Аустро-Угарска постигла значајне помаке у цивилизацији и поплочала пут за будући развој те земље у свим правцима... Цивилизацијски посао Аустро-Угарске у Босни и Херцеговини био је достигнуће којим се могла дичити и који није пропао приликом пропасти монархије, већ је земљу на поштовања вриједном стадијуму развоја увео у њен нови однос унутар јужнословенске државе."
Упркос благом приступу и помирљивом ставу према Босни и Херцеговини, те упорном раду да се глас ових провинција јаче чује пред царском администрацијом и да се Босна и Херцеговина чвршће веже за Монархију која има обавезу да провинције уздигне на виши цивилизацијски ниво, Буријан није успио да умири провинције које су "одлучиле да своју судбину вежу за новоуспостављену Краљевину Срба, Хрвата и Словенаца". "Било је касно за Босну и Херцеговину. Од момента када су се Хрватска – Славонија и Далмација отцијепиле, будућност Босне, која је њима била окружена, била је одлучена...
За Јужне Словене, који су живјели у Босни и Херцеговини, написао је да су се "они упутили својим новим путем након што су достигли завидан степен развоја и економски ојачали, с успостављеном администрацијом и уређеним финансијама. Вјерујем да ће бити праведни према успомени на аустроугарски режим“.

## Галерија
- Барон Стефан Буријан, 23. јануара 1915.
- Министар Стефан Буријан 1915.